# Маврин, Иван Филиппович
Иван Филиппович Маврин (23 марта 1931 года, хутор Пронин, Серафимовичский район, Сталинградская область — 13 мая 2015 года, Москва) — советский партийный и государственный деятель, председатель Амурского облисполкома (1984—1989).

## Биография
Окончил Волгоградский сельскохозяйственный институт.
Работал главным зоотехником Степановской МТС (1953—1954), председателем колхоза «Путь к коммунизму» Николаевского района Волгоградской области (1954—1961), председателем Николаевского райисполкома (1961—1963).
В 1963—1965 годах обучался в Москве в Высшей партийной школе.
С 1965 года на партийной и государственной работе в Амурской области: заведующий сельскохозяйственным отделом обкома КПСС, в 1967—1974 годах — начальник областного управления сельского хозяйства, первый заместитель председателя Амурского облисполкома, в 1974—1984 годах — второй секретарь Амурского обкома КПСС.
С 7 августа 1984 до 17 октября 1989 года — председатель исполкома Амурского областного Совета народных депутатов.
Затем до 2001 года руководил представительством администрации Амурской области при Президенте и Правительстве России в Москве.
Избирался депутатом Верховного Совета РСФСР трёх созывов.

## Награды
Награждён орденом Ленина (1958), знаком отличия «За безупречную службу» XXX лет (2001).